# 1994 في إيطاليا
فيما يلي قوائم الأحداث التي وقعت خلال عام 1994 في إيطاليا.

## سياسة

### تعيين في المنصب
- 15 أبريل – سيلفيو برلسكوني عضو مجلس النواب في الجمهورية الإيطالية،رئيس وزراء إيطاليا.
- 16 أبريل – إيريني بيفيتي رئيس مجلس النواب الإيطالي [الإنجليزية]‏.
- 19 أبريل – كارلو أزيليو تشامبي وزير الداخلية الإيطالي ‏.

### انتهاء فترة المنصب
- 14 أبريل – جورجو نابوليتانو رئيس مجلس النواب الإيطالي [الإنجليزية]‏.
- 10 مايو – كارلو أزيليو تشامبي وزير الداخلية الإيطالي ‏، رئيس وزراء إيطاليا.
- 4 أغسطس – جيوفاني سبادوليني عضو مجلس الشيوخ مدى الحياة.

## ظهور
- 1 يناير – لاكونا كويل

## أفلام
من الأفلام التي صدرت هذه السنة في إيطاليا:
- 1 يناير – الملكة مارغو من إخراج باتريس شيرو.
- 1 يناير – ساعي البريد من إخراج مايكل رادفورد.

## برامج ومسلسلات وأنمي
- فلة والأقزام السبعة

## الرياضة
17 يولو - المنتخب الإيطالي لكرة القدم يحصل على المرتبة الثانية في مسابقة كاس العالم بعد انحساره للمنتخب البرازيلي في نهائي البطولة.

## مواليد

### فبراير
- 16 فبراير – فيديريكو بيرنارديسكي لاعب كرة قدم إيطالي.
- 25 فبراير – لويجي مورسيانو متسابق دراجات نارية إيطالي.

### مارس
- 2 مارس – أندريا كونتي لاعب كرة قدم إيطالي من مواليد 1994.

### أبريل
- 7 أبريل – روبيرتو جاليارديني لاعب كرة قدم إيطالي.
- 17 أبريل – مانويل تاتاسسيوري متسابق دراجات نارية إيطالي.
- 20 أبريل – جياني موسكون دراج إيطالي.

### مايو
- 5 مايو – ماتيا كالدارا لاعب كرة قدم إيطالي.

### يوليو
- 29 يوليو – دانييلي روغاني لاعب كرة قدم إيطالي.

### أغسطس
- 1 أغسطس – دومينيكو بيراردي لاعب كرة قدم إيطالي.

### سبتمبر
- 8 سبتمبر – ماركو بيناسي لاعب كرة قدم إيطالي.
- 9 سبتمبر – كيفن كاليا متسابق دراجات نارية إيطالي.

### أكتوبر
- 7 أكتوبر – فابيو باسيلي لاعب جودو إيطالي.
- 24 أكتوبر – ماتيو سينسيلا لاعب كرة قدم إيطالي.

### ديسمبر
- 4 ديسمبر – فرانكو موربيديلي متسابق دراجات نارية إيطالي.

### فبراير
- 14 فبراير – بيترو بيلوسكي (مواليد 1899) مهندس معماري أمريكي.

### مايو
- 21 مايو – جيوفاني جوريا (مواليد 1943) سياسي إيطالي.
- 30 مايو – أغوستينو دي بارتولومي (مواليد 1955) لاعب كرة قدم إيطالي.

### يونيو
- 4 يونيو – ماسيمو ترويزي (مواليد 1953)

### أغسطس
- 4 أغسطس – جيوفاني سبادوليني (مواليد 1925)
- 6 أغسطس – دومينيكو مودونيو (مواليد 1928) مغني إيطالي.

### نوفمبر
- 4 نوفمبر – إرميس موتشينللي (مواليد 1927) لاعب كرة قدم إيطالي.

### ديسمبر
- 24 ديسمبر – روسانو براتزي (مواليد 1916)